# Flawian (patriarcha Konstantynopola)
Flawian, gr. Φλαβιανός (zm. 449 w Hypaipie) – patriarcha konstantynopolitański (446–449), wyznawca (cs. Swiatitiel Fławian ispowiednik, patriarch Konstantinopolskij), święty Kościoła prawosławnego i katolickiego.

## Hagiografia
Od bardzo wczesnych lat poświęcił się służbie Bogu. Przez pewien czas był proboszczem soboru Mądrości Bożej (Sofijskim) w Konstantynopolu. W 446 r. wybrano go patriarchą konstantynopolitańskim.
Flawian był gorliwym i oddanym obrońcą czystości wiary chrześcijańskiej. Sprawując urząd patriarchy popadł w konflikt z cesarskim urzędnikiem Chryzatem, który spodziewał się, że za udzielone biskupowi poparcie otrzyma kosztowny prezent. Nie doczekawszy się podarunku swymi intrygami próbował go usunąć. Na synodzie zwołanym przez Flawiana w 448 r. z powodu głoszenia błędnej nauki o Chrystusie z urzędu opata odwołano Eutychesa, ojca chrzestnego Chryzata. Eutyches odwołał się do Rzymu. W odpowiedzi papież Leon skierował list do Flawiana, w którym wyłożył doktrynę ortodoksji.
Celem omówienia spornej kwestii cesarz Teodozjusz II zwołał w 449 r. w Efezie sobór, jak się później okazało bardzo burzliwy. Przewodniczył mu patriarcha Aleksandrii Dioskur. Dioskur poparł Eutychesa, a Flawiana odwołano z urzędu. Został potraktowany bardzo okrutnie. Najpierw żołnierze cesarscy pobili go, a następnie wtrącili do więzienia w Hypaipa w Lidii. Tam po trzech dniach zmarł. Z tego też powodu otrzymał tytuł wyznawcy. Na soborze tym (nazwanym później zbójeckim) starły się dwie frakcje: diofizytów i monofizytów. Flawian reprezentował tę pierwszą. Podstawą sporu między Flawianem a monofizytami była różnica w postrzeganiu natury Jezusa. Monofizyci uważali, że Jezus miał jedną, boską naturę, zaś Flawian oponował, twierdząc, że zbawiciel świata był wewnętrznie podzielony na boski i ludzki pierwiastek. 
Na soborze w Chalcedonie w 451 r. patriarcha Flawian został zrehabilitowany. W tym samym roku św. Pulcheria sprowadziła jego prochy do Konstantynopola.

## Kult
Jego wspomnienie liturgiczne w Cerkwi prawosławnej obchodzone jest 18 lutego/3 marca, tj. 3 marca (lub 2 marca w latach przestępnych) według kalendarza gregoriańskiego. W Kościele katolickim 18 lutego.
W ikonografii święty przedstawiany jest jako brodaty mężczyzna w biskupich szatach, prawą ręką błogosławi, w lewej trzyma Ewangelię.